# Zahle
Zahle o Zahlé (in arabo  زحلة‎?, Zaḥla) è una città del Libano, capoluogo del Governatorato della Beqā e dell'omonimo distretto. Si trova nella valle della Beqa' a circa 45 km a est di Beirut. È la quarta città del Paese, dopo Beirut, Tripoli e Baalbek.
Zahle è nota anche come "La Sposa del Beqa'" o "La città del Vino e della Poesia" per gli eccellenti vini prodotti in quest'area e i numerosi poeti che vi sono nati. La popolazione è prevalentemente di fede greco-cattolica melchita.

## Etimologia
Il nome Zahle deriva dal termine arabo-siriano usato per indicare il "movimento"; ciò è collegato alla geologia del territorio e ai cambiamenti nel panorama collinare.

## Storia
La storia di questa città affonda in un lungo passato; vi sono segni di presenza umana nel luogo risalenti ad almeno cinquemila anni fa. La sua posizione relativamente distante dal mare e dai centri politici la rese strategicamente poco importante, tanto da rimanere a lungo un piccolo villaggio. La leggenda vuole che nel diciottesimo secolo molti cristiani abbandonarono Baalbek, a causa delle persecuzioni della dinastia sciita Harfush, e si rifugiarono nella piccola Zahle.
Zahle cominciò quindi a crescere all'inizio del XIX secolo, quando la sua popolazione arrivò in pochi anni a toccare le 5.000 unità. Le ragioni della sua crescita sono da addurre alla conquista da parte degli Egiziani (1831), la quale si tradusse in un'apertura della regione al commercio con l'occidente e la Guerra di Crimea che causò una generale mancanza di grano nei magazzini degli Europei.
Al tempo della Guerra Libanese del 1860 Zahle aveva ormai quasi 10.000 abitanti. Nel giugno di quell'anno la città si ritrovò sotto l'assedio di una forza mista di Curdi e Drusi. I tentativi di forzare l'assedio risultarono tutti vani e si concretizzarono in ingenti perdite tra gli Zahlawi. Infine il 18 giugno un nuovo attacco da parte dei Drusi portò alla conquista della città, che venne data alle fiamme mentre i suoi abitanti si rifugiavano sulle montagne.

### Guerra Civile
La Guerra civile libanese colpì la regione e molti rifugiati decisero di spostarsi in questa città tra il 1975 e il 1990. La posizione strategica della città portò presto alla Battaglia di Zahle (1980). Circa 20.000 uomini dell'esercito siriano circondarono la città, che all'epoca, con i rifugiati, contava più di 120.000 abitanti. La battaglia si risolse in una vittoria tattica dei Siriani, che riuscirono ad ottenere l'allontanamento della milizia delle Forze Libanesi dalla città.